# 南都柏林郡
南都柏林郡 （County of South Dublin，愛爾蘭語：Contae Átha Cliath Theas），是愛爾蘭的一郡，歷史上屬倫斯特省都柏林郡，1994年成立。位於愛爾蘭島東部。面積222.74 km²，2006年人口246,919人。首府塔拉。

## 外部連結
- South Dublin County Council（页面存档备份，存于）
- Lucan St. Patrick's Day Parade

53°18′28″N 6°24′47″W / 53.30778°N 6.41306°W